# Ростислав (Великоморавия)
Вижте пояснителната страница за други личности с името Ростислав.
Ростислав (на словашки: Rastislav; на чешки: Rostislav; на латински: Rastiz; на гръцки: Ραστισλάβος) (починал след 870), е вторият княз на Великоморавия между 846 и 870 година. Ростислав развива управлението си и успява да отбие франкско нападение през 855. Благодарение на инициативата на Ростислав, Кирил и Методий, изпратени от византийския император Михаил III през 863 г., превеждат най-значимите християнски литургични книги на църковнославянски език. Ростислав е детрониран от племенника си Святополк I, който го предава на франките.

## Ранни дни
Според Фулденските анали, Ростислав е племенник на Моймир I, първият владетел на Моравия. Биографията му преди 846 г. е неизвестна, но се смята, че Ростислав е бил заложник в двора на Лудвиг Немски. През 846, Лудвиг Немски нахлува в Моравия, детронира Моймир I и назначава Ростислав като дук на Моравия. Предполага се, че Ростислав е приел християнството преди да приеме титлата. Сигурно е, че Ростислав е покръстен най-късно през 846, като част от условията за признаването му от Източнофранкското кралство.

## Независимост
През първите осем години след обявяването на Ростислав за управник на Моравия, няма свидетелства за бунт в провинцията. Най-вероятно той е останал верен на Лудвиг Немски. През този период, Ростислав печели територии на изток и Моравия достига до граница с Първата българска империя. Според Бертинските летописи, през 853 Карл Плешиви подкупва българите да се съюзят със славяните (вероятно Моравия) и да нападнат заедно земите на Лудвиг Немски. Съюзът предполага, че по това време Ростислав е достатъчно силен, за да оспори франкското владичество. 
През 855 Източнофранкският крал събира огромна армия, за да нападне Моравия. Тя обаче бива спряна пред стените на една от крепостите на Ростислав, може би Микулчице (днес в границите на Чешката република). Неподготвен за продължителна обсада, Лудвиг Немски е принуден да се оттегли от региона. По време на оттеглянето, армията на Лудвиг Немски разбива моравска войска, която атакува лагера му. Въпреки това, моравците преследват източнофранките и завземат голяма част от земите и имуществото им по течението на река Дунав.

## Моравска мисия
След 860, Ростислав изпраща послание до папа Николай I, молейки го за „наставник“, който да осигури задълбочаването на християнската вяра във Великоморавия, както и да проведе обучение местни свещеници. Ростислав се възползва от ситуация в която цялата Епархия Пасау изпада в хаос след смъртта на епископ Хартвиг. Изпращането на наставника е само първата стъпка по пътя на създаването на независима църковна организация в Моравия. Папата обаче се нуждае от съюз с Лудвиг Немски и не предприема нищо, което би могло да застраши Баварската Епархия и да разсърди източнофранкския крал. Отговорът му до Ростислав най-вероятно е бил отрицателен.

След провала в Рим, Ростислав изпраща послание до византийския император Михаил III, който приема неговата покана и изпраща мисия в Моравия, водена от един от най-прочутите византийски философи, Константин, и брат му Методий.
"Като пристигна в Моравия (Константин), Ростислав го прие с големи почести и като събра ученици, даде му ги да ги учи. В кратко време той преведе целия църковен чин и ги научи на утренната, часовете, вечернята, повечерието и литургията. И тогава според пророческите думи „отвориха се ушите на глухите“, та чуха думите на Писанието, и „езикът на гъгнивите стана ясен“. И Бог се зарадва на това, а дяволът бе посрамен. „
— Пространно житие на Константин-Кирил
Няколкогодишните усилия на Кирил и Методий полагат основите на създаването на независима църковна организация в Моравия.

## Конфликт с Източнофранкската империя
През август 864, Лудвиг Немски преминава река Дунав и нахлува във Великоморавия. Армиите му обкръжават войската на Ростислав, укрепила се в крепостта Довин (може би Девин). Ростислав е принуден да признае върховенството на Източнофранкската империя и да позволи завръщането на латинските свещеници. Въпреки това, мисията на Кирил и Методий продължава.
Лудвиг Немски не е задоволен от политическата ситуация и през 869 напада отново. По това време, папата признава Методий за Мораво-Панонски епископ и по този начин признава мисията и независимостта на Великоморавия от Източнофранкската империя.

## Последните години на Ростислав
През 868, синът на Лудвиг Немски, Карломан, провежда две успешни кампании срещу Ростислав и се завръща с плячка. През август самият Лудвиг Немски планира инвазия в Моравия, но заболява внезапно. Най-малкият му син, Карл Дебели, напада крепостта на Ростислав и опожарява всичките му укрепления, заграбва съкровища и разбива всички войски, които среща. Според Фулденските анали, Ростислав подарява старата си столица на племенника Святополк и управлява от „неописуемата си крепост“, най-вероятно Микулчице. През 869 папа Адриан II обявява Методий за архиепископ на Сирмиум (Сремска Митровица в днешна Сърбия) и папски легат на всички славяни живеещи в земите на Ростислав, Святополк и Коцел.
По същото време Святополк влиза в преговори с Карломан без знанието на Ростислав и приема върховенството на Източнофранкския крал над земите си и своята особа. Ростислав „е извън кожата си от гняв“ когато научава за предателството на племенника си, и планира убийството на Святополк. Той обаче е предупреден за кроежа и избягва убийството под претекста, че отива на лов. Когато Ростислав тръгва с верните си хора да преследва племенника си, бива заловен и изпратен окован във вериги на Карломан.
Карломан нахлува в земите на Ростислав и превзема всичките му крепости. Окован във вериги, Ростислав се изправя пред Лудвиг Немски и е обвинен в измяна. Ростислав е ослепен и умира в затвор в Регенсбург. Канонизиран е за светец от чешката и словашка православни църкви през 1994.

## Произход на името му
Формата на неговото име („раст-“) доказва факта, че той е роден някъде в днешна Централна Словакия. Докато раст означавало „раста“, а слав на славянски език слава, името Ростислав може да се преведе като Растяща слава.